# Caelestium
Caelestium, biljni rod azijskih polugrmova iz porodice dvornikovki. Opisan je 2019. kada sdu u njega uključene dvije vrste, jedna iz roda Polygonum, i jedna iz roda Bactria. 

## Molekularno filogenetske analize plemenaPolygoneae
Rod Bactria, za koji je nedavno opisano da sadrži Atraphaxis ovczinnikovii iz Pamira i Bactria lazkovii iz središnjeg Tien Shana, također može uključivati Polygonum tianschanicum iz istočnog Tien Shana. Kako bismo ponovno ograničili Baktriju i razjasnili mjesto Polygonum tianschanicum u plemenu Polygoneae, proveli smo maksimalnu vjerojatnost (ML) i Bayesovu analizu kombiniranih regija plastidnog genoma i ITS1–2 regija nrDNA za 58 vrsta plemena Polygoneae, s posebnim osvrtom na sekundarnu strukturu pre-rRNA lokusa ITS1 i ITS2. U svim analizama, Bactria lazkovii i Polygonum tianschanicum formirali su klasu s visokom potporom, sestru Bactria ovczinnikovii u plastidnim stablima, ali odvojenu od potonjih, kao i od preostalih rodova u ITS-baziranim stablima. Pojedinosti o sekundarnoj strukturi pre-rRNA lokusa ITS1 i ITS2 također su potvrdile bliske odnose Bactria lazkovii i Polygonum tianschanicum, koji se prilično razlikuju od Bactria ovczinnikovii. Na temelju molekularnih analiza, detalja sekundarne strukture pre-rRNA lokusa ITS1 i ITS2, finih morfoloških razlika i podataka o distribuciji, predlaženo je da novi rod Caelestium Yurtseva et Mavrodiev, vjerojatno hibridnog podrijetla, uključi C. lazkovii i C. tianschanicum.

## Vrste
1. Caelestium lazkovii (Yurtseva & Mavrodiev) Yurtseva & Mavrodiev
2. Caelestium tianschanicum (Chang Y.Yang) Yurtseva & Mavrodiev